# Rallye Monte Carlo 2015
Rallye Monte Carlo 2015 (oficiálně 83ème Rallye Automobile Monte-Carlo) byl 1. podnik Mistrovství světa v rallye 2015 (WRC), který konal v Monaku 22. až 25. ledna 2015. Absolutním vítězem se stal Francouz Sébastien Ogier.

## Seznam účastníků
| No. | Tým                                   | Třída      | Jezdec               | Navigátor                | Vůz                           | Pneu |
| --- | ------------------------------------- | ---------- | -------------------- | ------------------------ | ----------------------------- | ---- |
| 1   | Volkswagen Motorsport                 | WRC        | Sébastien Ogier      | Julien Ingrassia         | Volkswagen Polo R WRC         | M    |
| 2   | Volkswagen Motorsport                 | WRC        | Jari-Matti Latvala   | Miikka Anttila           | Volkswagen Polo R WRC         | M    |
| 3   | Citroën Total Abu Dhabi WRT           | WRC        | Kris Meeke           | Paul Nagle               | Citroën DS3 WRC               | M    |
| 4   | Citroën Total Abu Dhabi WRT           | WRC        | Sébastien Loeb       | Daniel Elena             | Citroën DS3 WRC               | M    |
| 5   | M-Sport Ltd                           | WRC        | Elfyn Evans          | Daniel Barritt           | Ford Fiesta RS WRC            | M    |
| 6   | M-Sport Ltd                           | WRC        | Ott Tänak            | Raigo Mőlder             | Ford Fiesta RS WRC            | M    |
| 7   | Hyundai Motorsport                    | WRC        | Thierry Neuville     | Nicolas Gilsoul          | Hyundai i20 WRC               | M    |
| 8   | Hyundai Motorsport                    | WRC        | Dani Sordo           | Marc Martí               | Hyundai i20 WRC               | M    |
| 9   | Volkswagen Motorsport II              | WRC        | Andreas Mikkelsen    | Ola Fløene               | Volkswagen Polo R WRC         | M    |
| 12  | Citroën Total Abu Dhabi WRT           | WRC        | Mads Østberg         | Jonas Andersson          | Citroën DS3 WRC               | M    |
| 14  | Henning Solberg                       | WRC        | Henning Solberg      | Ilka Minor               | Ford Fiesta RS WRC            | M    |
| 15  | M-Sport World Rally Team              | WRC        | Bryan Bouffier       | Xavier Panseri           | Ford Fiesta RS WRC            | M    |
| 16  | RK M-Sport World Rally Team           | WRC        | Robert Kubica        | Maciej Szczepaniak       | Ford Fiesta RS WRC            | P    |
| 17  | D-Max Racing                          | WRC        | Jurij Protasov       | Pavlo Cherepin           | Citroën DS3 WRC               | P    |
| 18  | Sébastien Chardonnet                  | WRC        | Sébastien Chardonnet | Thibaut de la Haye       | Citroën DS3 WRC               | M    |
| 19  | Jean-Michel Raoux                     | WRC        | Jean-Michel Raoux    | Thomas Escartefigue      | Ford Fiesta RS WRC            | M    |
| 21  | Jipocar Czech National Team           | WRC        | Martin Prokop        | Michal Ernst             | Ford Fiesta RS WRC            | P    |
| 32  | PH Sport                              | WRC-2      | Stéphane Lefebvre    | Stéphane Prévot          | Citroën DS3 R5                | M    |
| 33  | Quentin Giordano                      | WRC-2      | Quentin Giordano     | Valentin Sarreaud        | Citroën DS3 R5                | M    |
| 34  | Saintéloc Junior Team                 | WRC-2      | Craig Breen          | Scott Martin             | Peugeot 208 T16 R5            | M    |
| 35  | Jourdan Serderidis                    | WRC-2      | Jourdan Serderidis   | William Mergny           | Citroën DS3 R5                | M    |
| 36  | Julien Maurin                         | WRC-2      | Julien Maurin        | Nicolas Klinger          | Ford Fiesta RRC               | P    |
| 37  | FWRT s.r.l.                           | WRC        | Lorenzo Bertelli     | Giovanni Bernacchini     | Ford Fiesta RS WRC            | P    |
| 38  | Marco Vallario                        | WRC-2      | Marco Vallario       | Antonio Pascale          | Mitsubishi Lancer Evolution X | DM   |
| 39  | Eric Camilli                          | WRC-2      | Eric Camilli         | Benjamin Veillas         | Ford Fiesta R5                | M    |
| 40  | Jonathan Hirschi                      | WRC-2      | Jonathan Hirschi     | Vincent Landais          | Peugeot 208 T16 R5            | M    |
| 41  | BRR Baumschlager Rallye & Racing Team | WRC-2      | Armin Kremer         | Klaus Wicha              | Škoda Fabia S2000             | P    |
| 42  | Barry White                           | WRC-2      | Hendrik Lategan      | Barry White              | Škoda Fabia S2000             | P    |
| 43  | Styllex Slovak National Team          | WRC-2      | Martin Koči          | Lukáš Kostka             | Ford Fiesta R5                | M    |
| 51  | Charlotte Dalmasso                    | WRC-3 JWRC | Charlotte Dalmasso   | Marine Delon             | Citroën DS3 R3T Max           | M    |
| 52  | Simone Tempestini                     | WRC-3 JWRC | Simone Tempestini    | Matteo Chiarcossi        | Citroën DS3 R3T Max           | M    |
| 53  | Printsport                            | WRC-3 JWRC | Ole Christian Veiby  | Anders Jaæger            | Citroën DS3 R3T Max           | M    |
| 54  | Daniel McKenna                        | WRC-3 JWRC | Daniel McKenna       | Andrew Grennan           | Citroën DS3 R3T Max           | M    |
| 56  | Alessandro Re                         | WRC-3 JWRC | Alessandro Re        | Giacomo Ciucci           | Citroën DS3 R3T Max           | M    |
| 57  | Équipe de France FFSA                 | WRC-3 JWRC | Yohan Rossel         | Benoît Fulcrand          | Citroën DS3 R3T Max           | M    |
| 58  | Terry Folb                            | WRC-3 JWRC | Terry Folb           | Franck Le Floch          | Citroën DS3 R3T Max           | M    |
| 59  | Kornél Lukács                         | WRC-3 JWRC | Kornél Lukács        | Márk Mesterházi          | Citroën DS3 R3T Max           | M    |
| 60  | Quentin Gilbert                       | WRC-3 JWRC | Quentin Gilbert      | Renaud Gamoul            | Citroën DS3 R3T Max           | M    |
| 61  | ADAC Weser-Ems                        | WRC-3 JWRC | Christian Riedemann  | Michael Wenzel           | Citroën DS3 R3T Max           | M    |
| 76  | Eamonn Boland                         | WRC-2      | Eamonn Boland        | Michael Joseph Morrissey | Subaru Impreza STi R4 D       | M    |
| 78  | Alain Foulon                          | WRC-2      | Alain Foulon         | Gilles Delarche          | Mitsubishi Lancer Evolution X | M    |
| 84  | Stéphane Consani                      | WRC-3      | Stéphane Consani     | Maxime Vilmot            | Renault Clio R3T              | P    |

## Výsledky

### Celkové výsledky
| Pos.                  | No. | Jezdec              | Navigátor          | Tým                                   | Vůz                           | Třída | Čas       | Rozdíl     | Body |
| --------------------- | --- | ------------------- | ------------------ | ------------------------------------- | ----------------------------- | ----- | --------- | ---------- | ---- |
| Absolutní klasifikace |     |                     |                    |                                       |                               |       |           |            |      |
| 1                     | 1   | Sébastien Ogier     | Julien Ingrassia   | Volkswagen Motorsport                 | Volkswagen Polo R WRC         | WRC   | 3:36:40.2 | 0.0        | 25   |
| 2                     | 2   | Jari-Matti Latvala  | Miikka Anttila     | Volkswagen Motorsport                 | Volkswagen Polo R WRC         | WRC   | 3:37:38.2 | +58.0      | 19   |
| 3                     | 9   | Andreas Mikkelsen   | Ola Fløene         | Volkswagen Motorsport II              | Volkswagen Polo R WRC         | WRC   | 3:38:52.5 | +2:12.3    | 15   |
| 4                     | 12  | Mads Østberg        | Jonas Andersson    | Citroën Total Abu Dhabi WRT           | Citroën DS3 WRC               | WRC   | 3:39:23.8 | +2:43.6    | 12   |
| 5                     | 7   | Thierry Neuville    | Nicolas Gilsoul    | Hyundai Motorsport                    | Hyundai i20 WRC               | WRC   | 3:39:52.3 | +3:12.1    | 10   |
| 6                     | 8   | Dani Sordo          | Marc Martí         | Hyundai Motorsport                    | Hyundai i20 WRC               | WRC   | 3:39:53.1 | +3:12.9    | 8    |
| 7                     | 5   | Elfyn Evans         | Daniel Barritt     | M-Sport World Rally Team              | Ford Fiesta RS WRC            | WRC   | 3:42:03.9 | +5:23.7    | 6    |
| 8                     | 4   | Sébastien Loeb      | Daniel Elena       | Citroën Total Abu Dhabi WRT           | Citroën DS3 WRC               | WRC   | 3:45:14.9 | +8:34.7    | 6    |
| 9                     | 21  | Martin Prokop       | Jan Tománek        | Jipocar Czech National Team           | Ford Fiesta RS WRC            | WRC   | 3:46:35.0 | +9:54.8    | 2    |
| 10                    | 3   | Kris Meeke          | Paul Nagle         | Citroën Total Abu Dhabi WRT           | Citroën DS3 WRC               | WRC   | 3:47:35.8 | +10:55.6   | 4    |
| WRC 2                 |     |                     |                    |                                       |                               |       |           |            |      |
| 1 (12.)               | 32  | Stéphane Lefebvre   | Stéphane Prévot    | PH Sport                              | Citroën DS3 R5                | WRC-2 | 3:49:36.7 | 0.0        | 25   |
| 2 (13.)               | 34  | Craig Breen         | Scott Martin       | Saintéloc Junior Team                 | Peugeot 208 T16 R5            | WRC-2 | 3:51:50.7 | +2:14.0    | 18   |
| 3 (14.)               | 41  | Armin Kramer        | Klaus Wicha        | BRR Baumschlager Rallye & Racing Team | Škoda Fabia S2000             | WRC-2 | 3:52:03.7 | +2:27.0    | 15   |
| 4 (15.)               | 39  | Eric Camilli        | Benjamin Veillas   | Eric Camilli                          | Ford Fiesta R5                | WRC-2 | 3:54:36.4 | +4:59.7    | 12   |
| 5 (19.)               | 40  | Jonathan Hirschi    | Vincent Landais    | Jonathan Hirschi                      | Peugeot 208 T16 R5            | WRC-2 | 3:59:29.5 | +9:52.8    | 10   |
| 6 (21.)               | 33  | Quentin Giordano    | Valentin Sarreaud  | Quentin Giordano                      | Citroën DS3 R5                | WRC-2 | 4:06:43.7 | +17:17.0   | 8    |
| 7 (66.)               | 78  | Alain Foulon        | Gilles Delarche    | Alain Foulon                          | Mitsubishi Lancer Evolution X | WRC-2 | 4:52:15.9 | +1:02:39.2 | 6    |
| 8 (75.)               | 38  | Marco Vallario      | Manuela di Lorenzo | Marco Vallario                        | Mitsubishi Lancer Evolution X | WRC-2 | 5:14:44.3 | +1:25:07.6 | 4    |
| WRC 3                 |     |                     |                    |                                       |                               |       |           |            |      |
| 1 (22.)               | 60  | Quentin Gilbert     | Renaud Jamoul      | Quentin Gilbert                       | Citroën DS3 R3T Max           | WRC-3 | 4:08:32.7 | 0.0        | 25   |
| 2 (24.)               | 61  | Christian Riedemann | Michael Wenzel     | ADAC Weser-Ems                        | Citroën DS3 R3T Max           | WRC-3 | 4:10:56.4 | +2:23.7    | 18   |
| 3 (25.)               | 53  | Ole Christian Veiby | Anders Jæger       | Printsport                            | Citroën DS3 R3T Max           | WRC-3 | 4:12:04.1 | +3:31.4    | 15   |
| 4 (27.)               | 52  | Simone Tempestini   | Matteo Chiarcossi  | Simone Tempestini                     | Citroën DS3 R3T Max           | WRC-3 | 4:14:01.1 | +5:28.4    | 12   |
| 5 (31.)               | 84  | Stéphane Consani    | Maxime Vilmot      | Stéphane Consani                      | Renault Clio R3T              | WRC-3 | 4:17:57.6 | +9:24.9    | 10   |
| 6 (33.)               | 57  | Yohan Rossel        | Benoît Fulcrand    | Équipe de France FFSA                 | Citroën DS3 R3T Max           | WRC-3 | 4:20:00.4 | +11:27.7   | 8    |
| 7 (35.)               | 56  | Alessandro Re       | Giacomo Ciucci     | Alessandro Re                         | Citroën DS3 R3T Max           | WRC-3 | 4:20:37.2 | +12:04.5   | 6    |
| 8 (43.)               | 59  | Kornél Lukács       | Márk Mesterházi    | Kornél Lukács                         | Citroën DS3 R3T Max           | WRC-3 | 4:28:35.1 | +20:02.4   | 4    |
| 9 (61.)               | 51  | Charlotte Dalmasso  | Marine Delon       | Charlotte Dalmasso                    | Citroën DS3 R3T Max           | WRC-3 | 4:47:43.1 | +39:10.4   | 2    |
| JWRC                  |     |                     |                    |                                       |                               |       |           |            |      |
| 1 (22.)               | 60  | Quentin Gilbert     | Renaud Jamoul      | Quentin Gilbert                       | Citroën DS3 R3T Max           | JWRC  | 4:08:32.7 | 0.0        | 25   |
| 2 (24.)               | 61  | Christian Riedemann | Michael Wenzel     | ADAC Weser-Ems                        | Citroën DS3 R3T Max           | JWRC  | 4:10:56.4 | +2:23.7    | 18   |
| 3 (25.)               | 53  | Ole Christian Veiby | Anders Jæger       | Printsport                            | Citroën DS3 R3T Max           | JWRC  | 4:12:04.1 | +3:31.4    | 15   |
| 4 (27.)               | 52  | Simone Tempestini   | Matteo Chiarcossi  | Simone Tempestini                     | Citroën DS3 R3T Max           | JWRC  | 4:14:01.1 | +5:28.4    | 12   |
| 5 (33.)               | 57  | Yohan Rossel        | Benoît Fulcrand    | Équipe de France FFSA                 | Citroën DS3 R3T Max           | JWRC  | 4:20:00.4 | +11:27.7   | 8    |
| 6 (35.)               | 56  | Alessandro Re       | Giacomo Ciucci     | Alessandro Re                         | Citroën DS3 R3T Max           | JWRC  | 4:20:37.2 | +12:04.5   | 6    |
| 7 (43.)               | 59  | Kornél Lukács       | Márk Mesterházi    | Kornél Lukács                         | Citroën DS3 R3T Max           | JWRC  | 4:28:35.1 | +20:02.4   | 4    |
| 8 (61.)               | 51  | Charlotte Dalmasso  | Marine Delon       | Charlotte Dalmasso                    | Citroën DS3 R3T Max           | JWRC  | 4:47:43.1 | +39:10.4   | 2    |

### Rychlostní zkoušky
| Etapa    | Erzeta | Název erzety                                   | Délka    | Vítěz erzety    | Čas             | Průměrná rychlost | Leader          |
| -------- | ------ | ---------------------------------------------- | -------- | --------------- | --------------- | ----------------- | --------------- |
| 1. etapa | SS1    | Entrevaux – Rouaine                            | 21.31 km | Sébastien Loeb  | 15:53.5         | 80,5 km/h         | Sébastien Loeb  |
| 1. etapa | SS2    | Norante – Digne-les-Bains                      | 19.68 km | Sébastien Ogier | 13:57.1         | 84,6 km/h         | Sébastien Loeb  |
| 2. etapa | SS3    | La Salle en Beaumont – Corps 1                 | 15.84 km | Sébastien Loeb  | 10:23.9         | 91,4 km/h         | Sébastien Loeb  |
| 2. etapa | SS4    | Aspres-les-Corps – Chauffayer 1                | 26.08 km | Robert Kubica   | 15:27.0         | 100,2 km/h        | Sébastien Loeb  |
| 2. etapa | SS5    | Les Costes – Saint-Julien en Champsaur 1       | 25.40 km | Robert Kubica   | 15:13.2         | 100,1 km/h        | Sébastien Loeb  |
| 2. etapa | SS6    | La Salle en Beaumont – Corps 2                 | 15.84 km | Sébastien Loeb  | 10:26.1         | 91,1 km/h         | Sébastien Loeb  |
| 2. etapa | SS7    | Aspres-les-Corps – Chauffayer 2                | 26.08 km | Robert Kubica   | 14:36.1         | 106,1 km/h        | Sébastien Ogier |
| 2. etapa | SS8    | Les Costes – Saint-Julien en Champsaur 2       | 25.40 km | Sébastien Ogier | 15:15.9         | 99,8 km/h         | Sébastien Ogier |
| 3. etapa | SS9    | Prunières – Embrun 1                           | 19.93 km | Úsek byl zrušen | Úsek byl zrušen | Úsek byl zrušen   | Sébastien Ogier |
| 3. etapa | SS10   | Prunières – Embrun 2                           | 19.93 km | Robert Kubica   | 30:41.9         | 101,0 km/h        | Sébastien Ogier |
| 3. etapa | SS11   | Lardier et Valença – Faye                      | 51.66 km | Sébastien Loeb  | 10:42.4         | 111,7 km/h        | Sébastien Ogier |
| 3. etapa | SS12   | Sisteron – Thoard                              | 36.85 km | Kris Meeke      | 24:32.9         | 90,0 km/h         | Sébastien Ogier |
| 4. etapa | SS13   | Col Saint Jean – Saint Laurent 1               | 10.00 km | Kris Meeke      | 6:33.7          | 93,0 km/h         | Sébastien Ogier |
| 4. etapa | SS14   | La Bollène Vésubie – Sospel                    | 31.66 km | Sébastien Loeb  | 22:27.3         | 84,6 km/h         | Sébastien Ogier |
| 4. etapa | SS15   | Col Saint Jean – Saint Laurent 2 [Power Stage] | 10.00 km | Kris Meeke      | 6:30.5          | 93,8 km/h         | Sébastien Ogier |

### Power Stage
| No. | Pilot              | Navigátor      | Vůz    | Čas  | Body |
| --- | ------------------ | -------------- | ------ | ---- | ---- |
| 1   | Kris Meeke         | Paul Nagle     | 6:30.5 | -    | 3    |
| 2   | Sébastien Loeb     | Daniel Elena   | 6:30.7 | +0.2 | 2    |
| 3   | Jari-Matti Latvala | Miikka Anttila | 6:32.4 | +1.9 | 1    |

## Stav mistrovství světa
| Pos. | Jezdec             | Body |
| ---- | ------------------ | ---- |
| 1    | Sébastien Ogier    | 25   |
| 2    | Jari-Matti Latvala | 19   |
| 3    | Andreas Mikkelsen  | 15   |
| 4    | Mads Østberg       | 12   |
| 5    | Thierry Neuville   | 10   |

| Pos. | Tovární tým                 | Body |
| ---- | --------------------------- | ---- |
| 1    | Volkswagen Motorsport       | 43   |
| 2    | Hyundai Motorsport          | 27   |
| 3    | M-Sport World Rally Team    | 12   |
| 4    | Citroën Total Abu Dhabi WRT | 12   |
| 5    | Jipocar Czech National Team | 6    |